# Mugalabele, Bangarapet
Mugalabele là một làng thuộc tehsil Bangarapet, huyện Kolar, bang Karnataka, Ấn Độ.